# John Philip Sackville
John Philip Sackville (22 juin 1713 - 3 décembre 1765) est le deuxième fils de Lionel Cranfield Sackville. C'est un joueur de cricket passionné qui est étroitement lié au sport dans le Kent.
Il est député de Tamworth de 1734 à 1747.

## Carrière de cricket
Il est enregistré pour la première fois comme joueur de cricket lors de la saison 1734, lorsque lui et son frère Charles Sackville (2e duc de Dorset) jouent pour le Kent contre le Sussex à Sevenoaks Vine le vendredi 6 septembre,.
Le 20 août 1735, il redevient capitaine de la victoire contre le Sussex de William Gage à Sevenoaks Vine.
Il devient le principal patron de l'équipe de Kent et est capitaine de nombreux matches jusqu'en 1745 au moins, mais il n'est plus mentionné dans les sources par la suite.
En 1739, il joue pour le London Cricket Club, qui a des problèmes de sélection à l'époque.
Dans la saison 1744 de cricket anglais, John propose un match All-Angleterre contre son équipe de Kent et remporte le match. Les détails du match ont été enregistrés et conservés dans ce qui est maintenant le deuxième plus ancien tableau de bord connu du cricket ,.
En 1745, il écrit une lettre au duc de Richmond après la défaite de Sussex contre Surrey et déclare: "J'aurais aimé que Ridgeway joue à la place de votre buteur derrière. Cela aurait peut-être tourné le match en notre faveur". De toute évidence, Sackville avait misé sur la victoire du Sussex.

## Vie familiale
Sackville est un noceur notoire. Il est contraint d'épouser Frances Leveson-Gower, fille de John Leveson-Gower (1er comte Gower) et sœur de la duchesse de Bedford en 1744, après qu'elle a donné naissance à son enfant à Woburn. Ils ont finalement deux fils et une fille. Les parents du couple sont furieux et le prince de Galles indemnise Sackville pour toute perte de revenu, le créant lord de sa chambre à coucher en 1745 et en le faisant ainsi recruter pour son parti.
Leur fils, John Sackville (3e duc de Dorset) est membre du Hambledon Club et l'un des principaux supporters du cricket dans la seconde moitié du XVIIIe siècle. Le gendre de Sackville, le 8e comte de Thanet, est l'un des premiers membres du club de cricket de Marylebone. Ses petits-fils, John Tufton et Henry Tufton, sont reconnus comme joueurs amateurs à la fin du XVIIIe siècle.
Il est également déçu lorsque Lord Wilmington, Premier ministre (décédé en 1743), refuse de lui laisser son domaine de Sussex, d’une valeur de 3 à 4 000 £ par an. Il n'est pas clair si la décision de Wilmington est prise à cause de la vie privée désordonnée de Sackville ou de son inconstance politique.
Selon son descendant Robert Sackville-West, 7e baron Sackville dans son livre Inheritance, il est devenu fou ultérieurement, mourant à Genève, en Suisse, à l'âge de 52 ans. Cependant, son frère a vécu assez longtemps pour permettre au fils de John Philip d'hériter de son titre et de devenir duc de Dorset.